# Elatostema grande
Elatostema grande är en nässelväxtart som först beskrevs av Hugh Algernon Weddell, och fick sitt nu gällande namn av Peter Shaw Green. Elatostema grande ingår i släktet Elatostema och familjen nässelväxter. Inga underarter finns listade i Catalogue of Life.